# Suore domenicane della dottrina cristiana
Le Suore Domenicane della Dottrina Cristiana (in spagnolo Dominicas de la Doctrina Cristiana; sigla H.D.D.C.) sono un istituto religioso femminile di diritto pontificio.

## Storia
La congregazione fu fondata da Leonor Baqueriza: rimasta vedova nel 1945, si convertì al cattolicesimo e iniziò a dedicarsi all'insegnamento del catechismo e all'aiuto ai poveri in collaborazione con i frati domenicani. Colpita dall'ignoranza, dalla miseria materiale e dalla disorganizzazione familiare della popolazione, l'8 agosto 1948, a Città del Messico, diede inizio a una comunità di catechiste terziarie domenicane.
La comunitàfu eretta in congregazione religiosa di diritto diocesano da Miguel Darío Miranda y Gómez, arcivescovo di Città del Messico, il 2 febbraio 1963; il pontificio decreto di lode giunse l'8 agosto 1974.

## Attività e diffusione
Le suore si dedicano alla catechesi, alle missioni e al lavoro sociale.
Oltre che in Messico, sono presenti in Colombia, Guinea Equatoriale, Perù e Stati Uniti d'America; la sede generalizia è a Città del Messico.
Alla fine del 2015 l'istituto contava 201 religiose in 37 case.